# Định lý đường chéo Cantor
Định lý đường chéo Cantor (phát biểu trong thế kỉ 19) được mang tên nhà toán học người Đức Georg Ferdinand Ludwig Phillip Cantor (1845-1918).
Từ ngữ "đường chéo" xuất phát từ phương pháp chứng minh dùng đến cách xử lý theo đường chéo của Cantor.

## Phát biểu
Tập hợp lũy thừa (power set) của một tập hợp cho trước {\displaystyle X} ký hiệu là {\displaystyle \xi (X)} sẽ có lực lượng hoàn toàn lớn hơn lực lượng của chính tập hợp {\displaystyle X}. Đặc biệt, các thành phần của {\displaystyle X} và {\displaystyle \xi (X)} không thể đặt vào một quan hệ 1-1.
Trong đó, tập hợp lũy thừa {\displaystyle \xi (X)} được hiểu là "tập hợp của tất cả các tập con của {\displaystyle X}".

## Hệ quả
Tập hợp số thực "lớn hơn" tập hợp số tự nhiên (vì {\displaystyle \mathbb {R} =\xi (\mathbb {N} )})